# Sudoeste-Festival
Das TMN Sudoeste ist ein fünftägiges Open-Air-Festival im Südwesten von Portugal, nahe Zambujeira do Mar. Es wird auch kurz Sudoeste genannt und findet seit 1996 statt, allgemein in der ersten Augustwoche.

## Bühnen und Musikstile

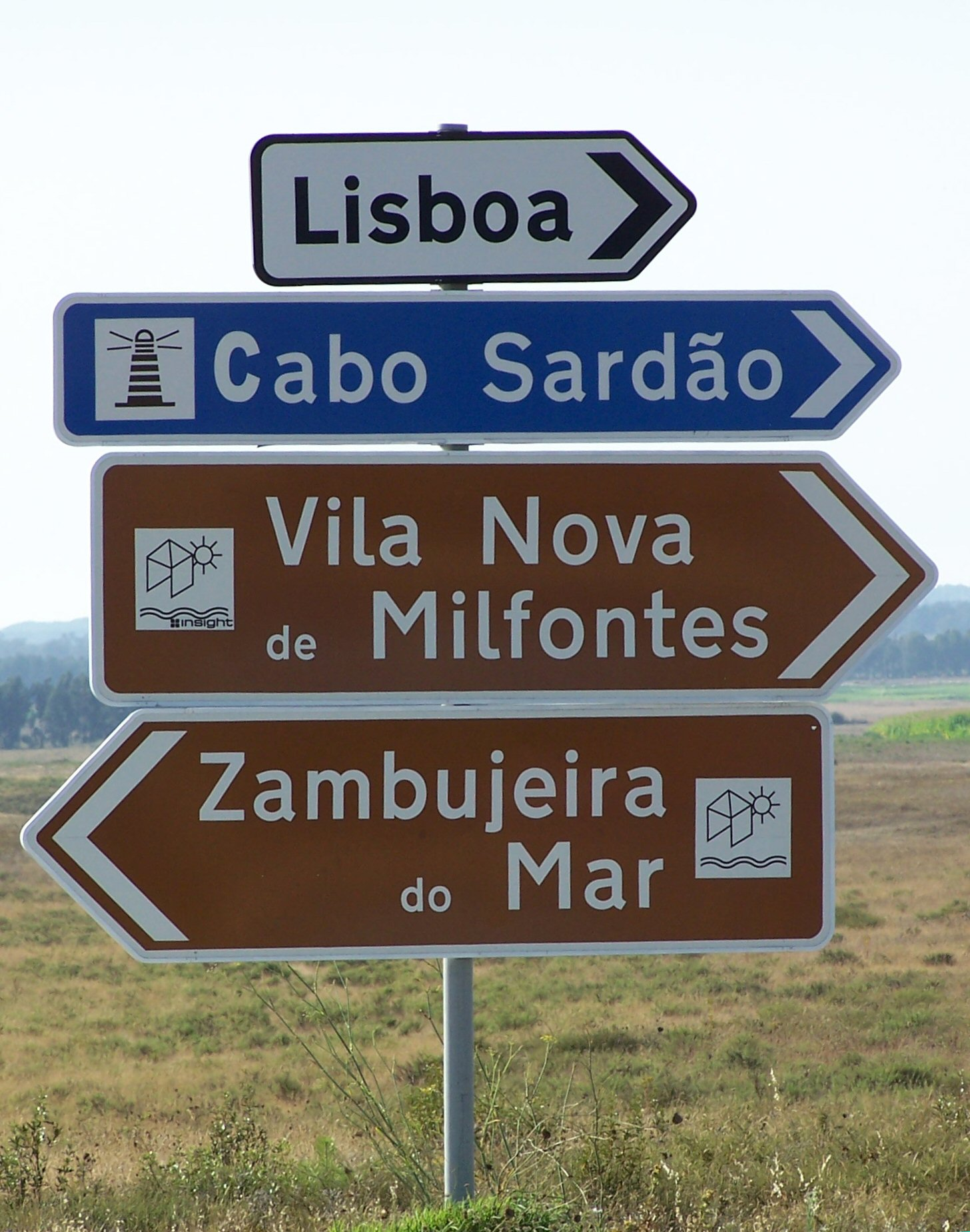
Festival Sudoeste - größtes Rockfestival Portugals an der Atlantikküste bei Zambujeira do Mar Kreis Odemira

Auf drei Bühnen treten gleichzeitig Bands und Liveacts auf:
- Hauptbühne (Palco TMN): Hier traten u. a. 2005 Fatboy Slim und 2009 Lily Allen auf.
- Zweite Bühne (Planeta Sudoeste): Das Programm der zweiten Bühne ist alternativer, dort waren 2006 u. a. Breakestra und Afrika Bambaataa zu sehen.
- Dritte Bühne (Palco Positive Vibes): Die dritte Bühne ist durchgehend dem Reggae und seinen verwandten Spielarten gewidmet. So traten hier 2006 u. a. Max Romeo, Jimmy Cliff, Pow Pow Movement, Israel Vibration, Anthony B. und Prince Wadada auf.

Zudem gibt es eine Freiluftdisko ("Groovebox"), bei der 2009 u. a. Henrik Schwarz und Dixon als DJs fungierten.